# Joseph E. Davies
Joseph Edward Davies, né le 29 novembre 1876 et mort le 9 mai 1958, est le deuxième ambassadeur à représenter les États-Unis auprès de l'Union soviétique.

## Biographie
Né à Watertown dans le Wisconsin, de Edward et Rahel (Paynter) Davies, Joe Davies étudie le droit à l'Université du Wisconsin puis devient une personnalité de premier plan lors du mandat du président Woodrow Wilson, quand il est nommé pour présider la Federal Trade Commission de 1915 à 1916. Wilson désigne également Davies comme conseiller économique pour les États-Unis pendant la conférence de paix de Paris consécutive à la Première Guerre mondiale. Davies travaille comme attorney.
Il épouse Emlen Knight en 1902, puis en secondes noces l'héritière de General Foods, Marjorie Merriweather Post en 1935 ; le couple divorce en 1955.

### Ambassadeur auprès de l'Union soviétique
Alors qu'il est marié avec Marjorie Post, Davies est désigné ambassadeur auprès de l'Union soviétique par Franklin D. Roosevelt. Le poste est considéré comme critique, les États-Unis n'ayant reconnu le gouvernement soviétique comme autorité souveraine à la suite de ce qui était la Russie qu'en 1933. La nomination de Davies est due en partie à ses talents et sa loyauté politique à Roosevelt. Roosevelt a peut-être également pris en compte la richesse de la femme de Davies. Il est en fonction en URSS de 1936 à 1938.
Davies assiste aux Grandes Purges staliniennes de la fin des années 1930, et est convaincu de la culpabilité des accusés. Ses opinions s'accordent mal avec certaines de membres du corps diplomatique qui lui sont subordonnés. Charles E. Bohlen, futur ambassadeur auprès de l'Union soviétique devait écrire plus tard :
« L'ambassadeur Davies n'était pas réputé pour sa compréhension aiguë du système soviétique, et il avait une fâcheuse tendance à considérer ce qui était présenté au procès comme une vérité et une parole d'évangile. Je rougis encore quand je pense à certains des télégrammes qu'il a envoyés au Département d'État au sujet du procès. » (p.51)
« Je ne peux que supposer les motivations de son compte-rendu. Il souhaitait ardemment le succès d'une ligne pro-soviétique et reflétait probablement les vues de certains des conseillers de Roosevelt pour favoriser sa position politique dans son pays. » (p.52)
De même, à aucun moment, l'ambassadeur Joseph Davies n'utilise sa position pour venir en aide aux victimes de la terreur stalinienne. Il est vrai cependant que son administration, dont fait partie George Kennan, se conforme à un règlement bureaucratique énonçant des fins de non- recevoir aux demandes d'assistance d'Américains résidant alors en URSS ou les demandes de renseignements des familles de ces derniers vivant aux États-Unis.
Joseph Davies semble ne pas vouloir voir les grandes purges menées par le NKVD sur ordre de Staline, alors même que sa femme est régulièrement réveillée la nuit par des coups de feu. Après qu'elle a confié à son mari qu'elle sait très bien qu'ils sont en train d'exécuter nombre de personnes, celui-ci lui répond que les explosions sont sans doute celles de la dynamite utilisée sur la ligne de métro en construction.
La compétence de Davies fut également hautement mise en cause par Henry Kissinger dans son livre Diplomacy. Pour Kissinger, Davies était de ces ambassadeurs qui s'attribuaient le rôle de représentant du pays auprès duquel ils étaient assignés. Davies fondait sa diplomatie sur le postulat de la bonne foi de Staline, bonne foi qu'il n'accordait pas en revanche à Winston Churchill qu'il accusait de rechercher l'intérêt britannique plutôt que la paix.
Les responsabilités de Davies en Union soviétique lui font écrire le livre à succès Mission to Moscow, que ses anciens subordonnées baptisent Soumission à Moscou. Un film en est adapté en 1943 avec Walter Huston jouant Davies et Ann Harding jouant sa femme Marjorie Post Davies. Le film, fait pendant la Seconde Guerre mondiale, montre l'Union soviétique de Joseph Staline sous un jour positif en partie en raison de l'alliance des deux nations dans leur combat contre l'Axe. Cependant, lors des audiences de la House Un-American Activities Committee (HUAC), le film est utilisé contre ceux impliqués dans sa production comme exemple de propagande pro-communiste.
Winston Churchill évoque dans ses mémoires de guerre le livre écrit par Davies : « il avait écrit sur sa mission à Moscou un livre, dont on avait tiré un film, et qui paraissait à bien des égards présenter un tableau très enjolivé du système soviétique. »

### Après Moscou
Après Moscou, Davies est désigné au poste d'ambassadeur en Belgique (1938-1939) et en même temps ministre au Luxembourg avant d'être rappelé après la déclaration de guerre en 1939. Davies sert d'assistant spécial au Secrétaire d'État Cordell Hull.
Paradoxalement, son influence auprès de Roosevelt grandit, à partir de 1941 parce qu'il est le seul Américain à garantir que Moscou ne serait jamais prise par la Wehrmacht : l'issue de la bataille de Moscou semble confirmer toutes ses analyses sur le régime soviétique. En mai 1943, sur demande de Roosevelt, il se rend à nouveau à Moscou porteur d'une demande de rencontre entre Roosevelt et Staline, qui se tiendra à Téhéran en novembre-décembre 1943 (Conférence de Téhéran). À cette occasion, il est impressionné par l'hostilité que lui manifeste le personnel de l'ambassade des USA à Moscou. 
Après la Seconde Guerre mondiale, il tente de se justifier en faisant toujours preuve du même aveuglement ; puis les Davies s'installent à Tregaron, où ils reçoivent très souvent. 
Sa femme Marjorie obtient le divorce en 1955. L'ambassadeur Davies est enterré à la cathédrale nationale de Washington, D.C..

## Armoiries
| Armes | Joseph E. Davies |
| ----- | --- |
|       | Ermine, two Chevronels Gules between three demi-Lions rampant Sable (2,1), armed and langued of the second. Les armoiries octroyées en 1939 par le College of Arms à Joseph E. Davies sont utilisées et modifiées comme logo par la société The Trump Organization,. et comme blason par la famille Trump |